# Glenmark
Glenmark Pharmceuticals Ltd este o companie farmaceutică globală, bazată pe cercetare, cu o gamă integrată de produse farmaceutice, cu sediul central în Mumbai, India.
Compania este prezentă în peste 80 de țări din întreaga lume, inclusiv pe piețele puternic reglementate ale SUA și Europei. Produsele companiei sunt destinate mai multor segmente: dermatologie, medicină internă, pediatrie, ginecologie, ENT, cardiologie, diabet și oncologie.

## Istorie
Glenmark a fost fondată în 1977 de Gracias Saldanha ca producător de medicamente generice și ingrediente farmaceutice active; acesta a numit compania după cei doi fii ai săi. Inițial, compania și-a vândut produsele în India, Rusia și Africa. 
Compania a devenit publică în India în 1999 și a folosit o parte din veniturile obținute pentru a construi prima sa unitate de cercetare. Fiul lui Saldanha, Glenn, a preluat funcția de director general în 2001, după ce s-a întors în India după ce a lucrat la PricewaterhouseCoopers. 
Până în 2008, Glenmark era a cincea cea mai mare companie farmaceutică din India.
În 2011, fondatorul companiei era unul dintre cei mai bogați oameni din India, iar Glenmark avea vânzări la nivel mondial de 778 de milioane de dolari, o creștere de 37% față de vânzările din anul precedent; creșterea a fost determinată de intrarea Glenmark pe piețele americane și europene de medicamente generice.
La mijlocul anilor 2010, industria medicamentelor generice în general a început să facă tranziția către sfârșitul unei ere de prăpastie uriașă a brevetelor în industria farmaceutică; medicamente brevetate cu vânzări de aproximativ 28 de miliarde de dolari urmau să iasă de sub incidența brevetului în 2018, dar în 2019 doar aproximativ 10 miliarde de dolari în venituri urmau să fie deschise concurenței, iar în anul următor mai puțin. Companiile din industrie au răspuns prin consolidare sau prin încercarea de a genera medicamente noi, brevetate.
Glenn Saldanha a condus compania pe calea inovării, ceea ce a fost controversat în cadrul companiei și printre acționari. Compania s-a concentrat pe noi medicamente și biosimilare în domeniile cancerului, dermatologiei și bolilor respiratorii, pe care a încercat să le monetizeze prin parteneriate cu marile companii farmaceutice.
În 2016, avea patru astfel de medicamente în teste clinice. Pentru anul financiar 2016-2017, vânzările sale au fost de aproximativ 81 de miliarde de INR (aproximativ 1,25 miliarde de dolari), ceea ce o face a patra cea mai mare companie farmaceutică indiană.
În mai 2019, Yasir Rawjee a fost ales în funcția de CEO al Glenmark Life Sciences.

## Glenmark în România
Glenmark a deschis operațiunile pe piața din România în martie 2008, România fiind cea de-a treia țară din Europa în care compania a ales să își desfășoare activitatea, după Cehia și Slovacia.
Număr de angajați în 2010: 55
Cifra de afaceri:
- 2009: 8 milioane dolari[13]
- 2008: 3,5 milioane dolari[13]